# فرسندا د لا سیرا تیرن
فرسندا د لا سیرا تیرن (به اسپانیایی: Fresneda de la Sierra Tirón) یک شهرستان در اسپانیا است.